# Microsoft FrontPage
Pour les articles homonymes, voir Frontpage (homonymie).
 (juillet 2024).
Si vous disposez d'ouvrages ou d'articles de référence ou si vous connaissez des sites web de qualité traitant du thème abordé ici, merci de compléter l'article en donnant les références utiles à sa vérifiabilité et en les liant à la section « Notes et références ».
Chronologie des versions
Microsoft Expression Web
Microsoft FrontPage (en forme longue Microsoft Office FrontPage) est un logiciel propriétaire qui est inclus dans la suite Microsoft Office entre 1997 et 2007. C'est un logiciel de création de page Web de type WYSIWYG, permettant de travailler avec le code HTML, fonctionnant sur les systèmes d'exploitation Windows. Une version Macintosh est également publiée en 1998.
Le développement du logiciel est abandonné, il est remplacé en décembre 2006 par Microsoft Expression Web et Microsoft SharePoint Designer.

## Historique
FrontPage est créé par la société Vermeer Technologies Incorporated (Cambridge dans le Massachusetts aux États-Unis), ce qui peut être mis en évidence d'une façon assez facile grâce aux préfixes _vti_ qui figurent sur les noms des fichiers et dossiers créés par FrontPage pour un site web. Vermeer Technologies Incorporated est acheté par Microsoft en 1996, dans l'unique but de pouvoir inclure FrontPage dans la suite Office.
Comme tout éditeur WYSIWYG, FrontPage cache le code HTML à l'utilisateur, ce qui permet à des utilisateurs novices de pouvoir créer un site web facilement.
La première version de FrontPage estampillée Microsoft est publiée en 1996 lors de la sortie de Windows NT 4.0 Server. Disponible sur un CD annexe lors de l'achat de Windows NT 4.0, FrontPage 1.1 peut être utilisé avec un système d'exploitation du type NT 4.0 (Server ou Workstation) ou encore Windows 95, et le but étant de permettre aux administrateurs informatiques de créer des sites web évolués de la même façon que s'ils utilisaient Microsoft Word.
FrontPage utilise alors un groupe d'extensions connus sous le nom de IIS. Ces extensions ont été améliorées par une nouvelle série d'extensions pour permettre l'intégration de FrontPage dans la suite Microsoft Office dès 1997. Ces nouvelles extensions sont appelées FrontPage Server Extensions (FPSE). Ces deux groupes d'extensions doivent obligatoirement être installés sur la machine cliente pour permettre le fonctionnement de FrontPage.
Une version pour Mac OS est publiée en 1998, et bien que cette version intégrait quelques fonctionnalités supplémentaires par rapport à la version Windows, celle-ci ne fut jamais mise à jour.
En 2006, Microsoft annonce que Microsoft Office FrontPage va être remplacé par deux nouveaux produits : Microsoft Office SharePoint Designer qui permet aux professionnels de concevoir des applications basées sur la technologie SharePoint et Microsoft Expression Web qui permet aux créateurs de sites web professionnels de créer de véritables sites web[C'est-à-dire ?]. À la suite de cela, le développement de Microsoft Office FrontPage est arrêté.

## Description
Microsoft Office FrontPage offre un environnement facilitant la création, de nouveaux outils de disposition et de création, des modèles, en plus de thèmes optimisés (créés afin de permettre de réaliser un site web sans avoir à connaître le langage HTML). Une certaine connaissance du code est parfois pratique et même nécessaire dans certains cas[Lesquels ?].
Une des nouvelles particularités de Microsoft Office FrontPage 2003 est l'utilisation de couches qui permettent ainsi de dévier des alignements standard (gauche, centre, droit). Les couches permettent de placer des éléments de façon moins statique sur la page.
On retrouve aussi un grand choix de boutons interactifs afin de réaliser des menus dynamiques.

## Fonctionnalités
Quelques fonctionnalités faisant partie de la dernière version de Microsoft FrontPage : 
- Aide pour naviguer dans l'arborescence du site et ceci de façon visuelle.
- Dispositifs intégrés pour le HTML, le CSS, et le Javascript (partiel).
- Éditeur d'images intégré.
- Fonction « Pointer et cliquer » disponible pour les options communes, comme les formulaires d'envoi de mails et les compteurs.
- Simplicité d'utilisation, si l'on connait les autres produit Microsoft Office.
- Affichage de données intégrées avec Microsoft Excel ou Microsoft Access.
- Support pour les thèmes basés sur du CSS (comme les pages principales d'ASP.NET).
- Quand on change l'URL d'une page, tous les liens à cette page sont changés dynamiquement.
- Affectation des tâches pour les projets en équipe.
- Le contenu est éditable de n'importe où avec Frontpage (le mot de passe est nécessaire).
- Support riche des importations de données en provenance du presse-papiers (c.-à-d. les copier/coller des données en provenance d'Internet Explorer dans Frontpage. Celui-ci téléchargera automatiquement les ressources des médias telles que des images et les sauvegardera localement).
- Support intégré de modèles automatisés du Web, cela inclut des systèmes de navigation à multi-niveaux automatiquement créés.
- FrontPage 2003 intègre une compatibilité, vis-à-vis des modèles, avec Adobe Dreamweaver.

## Critiques

### La qualité du code
Comme à tout éditeur de pages web WYSIWYG, les développeurs web expérimentés lui reprochent la piètre qualité du code produit. Malgré tout FrontPage 2003 pouvait générer du code XHTML valide, si l'utilisateur le demandait.

### La non-interopérabilité
On[Qui ?] reproche également, plus spécifiquement à Frontpage, la génération d'un code HTML visant à ne bien fonctionner que sous Internet Explorer, au détriment des normes éditées par le W3C.
Par exemple, une page conçue avec FrontPage pourra avoir un très mauvais rendu visuel avec Mozilla Firefox, si elle utilise des spécificités non normées de Internet Explorer.
En cela, ce programme n'est pas conforme à l'exigence d'interopérabilité.
D'une façon plus générale, FrontPage n'est pas correctement adapté pour administrer des sites web de grande envergure qui nécessitent une interaction avec des bases de données.

## Versions
La dernière version de FrontPage fut Microsoft Office FrontPage 2003. Microsoft a introduit deux nouveaux produits pour remplacer FrontPage : Microsoft Expression Web et Microsoft Office SharePoint Designer. Les précédentes versions sont : 
- 1995 Vermeer FrontPage 1.0
- 1995 Microsoft FrontPage 1.1
- 1997 Microsoft FrontPage 97 (version 2)
- 1997 Microsoft FrontPage Express 2.0 (Version gratuite disponible avec Internet Explorer, qui pouvait également être téléchargé sur des sites Microsoft)[1]
- 1998 Microsoft FrontPage for Macintosh 1.0
- 1998 Microsoft FrontPage 98 (version 3)
- 1999 Microsoft FrontPage 2000 (version 9) inclus dans quelques éditions d'Office 2000
- 2001 Microsoft Office FrontPage 2002 (version 10)
- 2003 Microsoft Office FrontPage 2003 (version 11) uniquement en édition volume[C'est-à-dire ?]
- Note : Il n'y a pas officiellement de versions de la 4 à la 8, car après l'intégration de FrontPage dans la suite Office, celui-ci a suivi les mêmes numéros de versions que ladite suite. Malgré tout, les numéros de versions de FrontPage peuvent apparaître dans les méta-tags du code HTML des pages web générés avec FrontPage.